# کیف پول

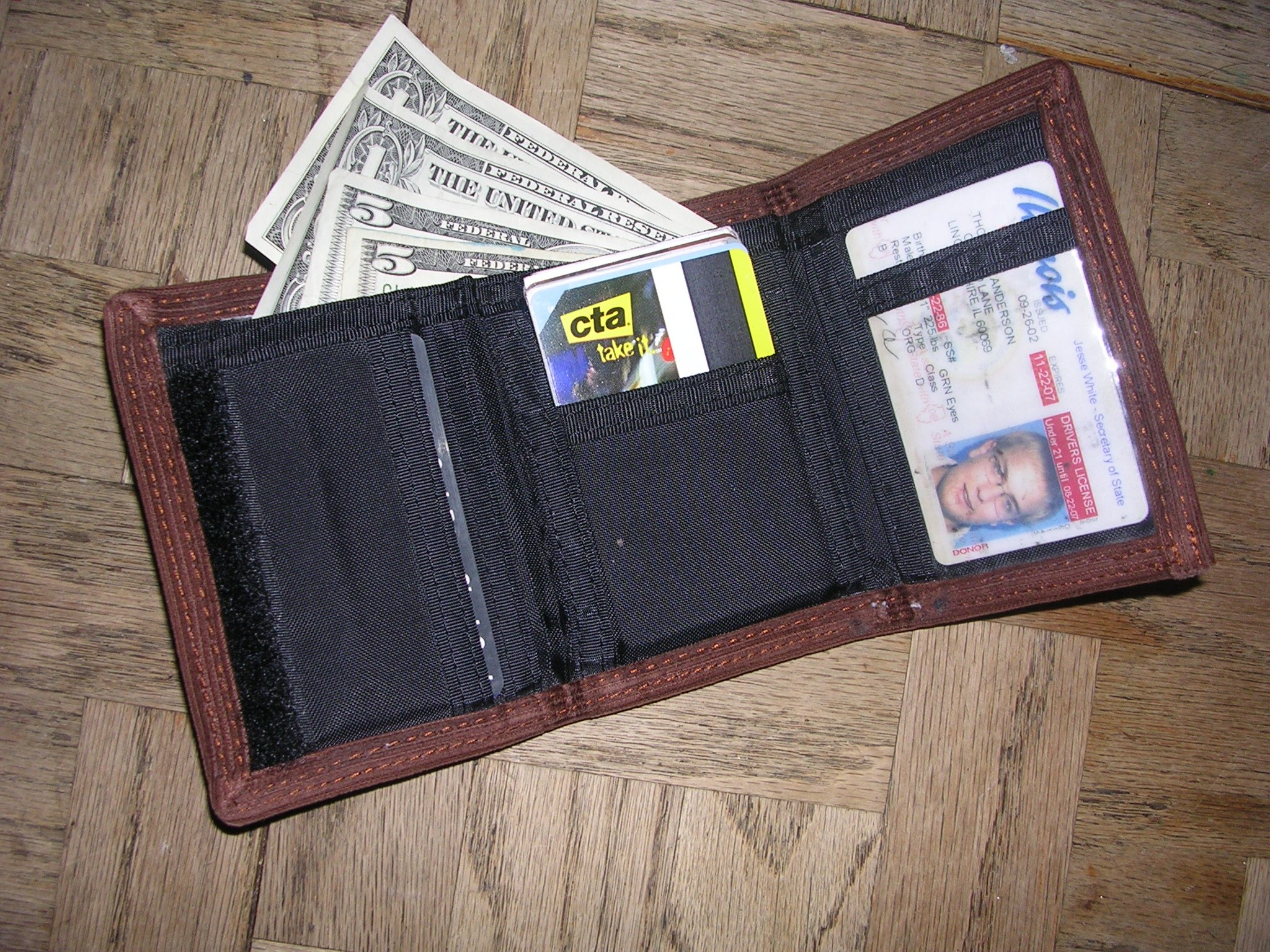
کیف پول مردانه

کیف پول یا چنته، کیف کوچکی است که برای حمل پول استفاده می‌شود. این نوع کیف‌ها معمولاً جایی برای انواع کارت، اعم از کارت‌های اعتباری و شناسایی نیز دارند.

## تاریخچه

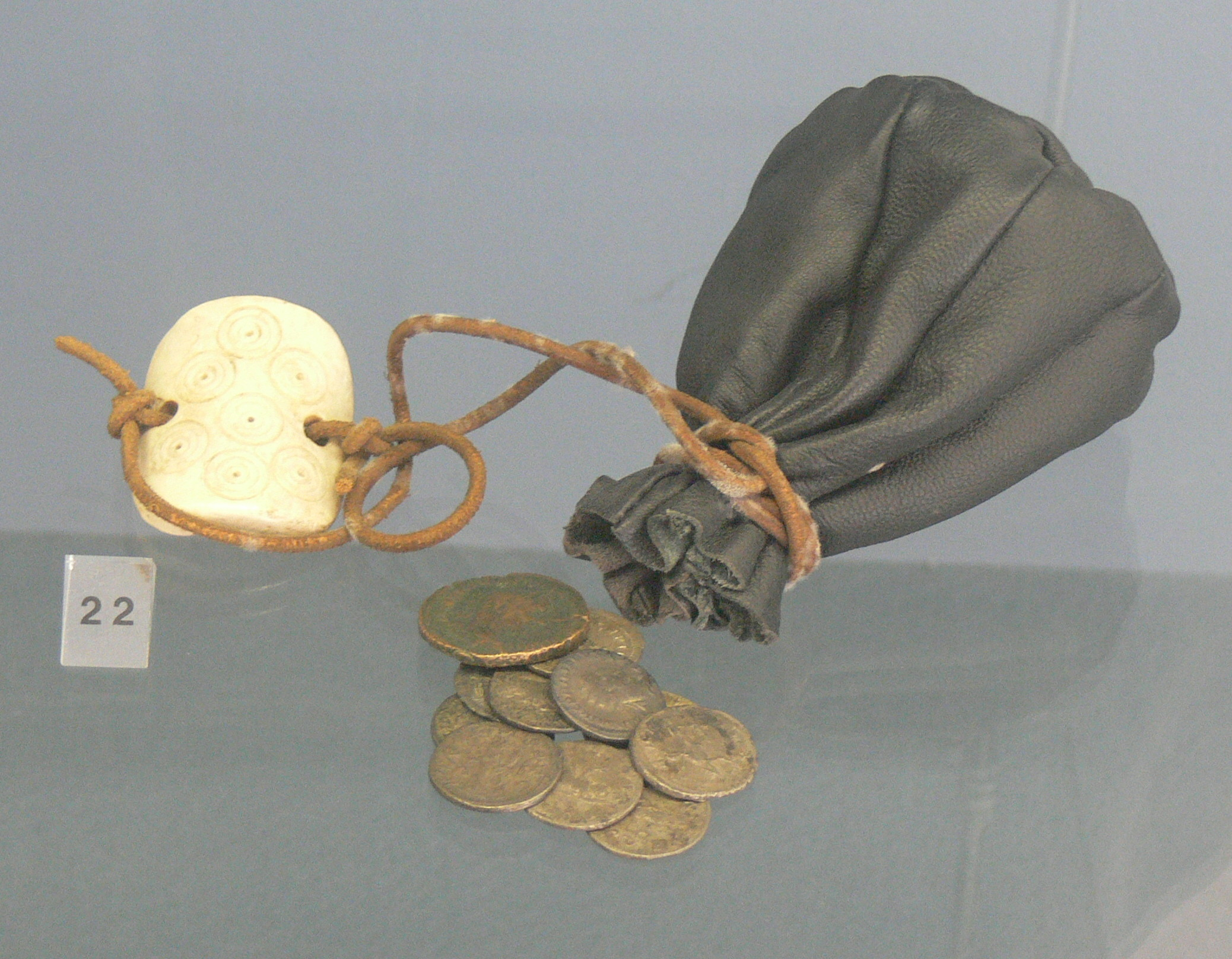
مدل کیف پول رومی

### یونان باستان
در یونان باستان مردم از کیسه هایی بند دار به عنوان کیف پول استفاده می کردند. Archibald Young Campbell از دانشمندان و شاعران آن زمان این نظریه را داشت که کیف پول وسیله ای است برای بقای انسان که پر و خالی می شود تا با آن بتوان مواد غذایی تهیه کرد و زنده ماند. او اینگونه بیان کرد که کیف پول یک «بسته بقا» است.

### رنسانس
کیف پول ها پس از معرفی ارز کاغذی در غرب در دهه 1600 توسعه یافت. (اولین واحد پولی کاغذی در دنیای جدید توسط مستعمره خلیج ماساچوست در سال 1690 معرفی شد.) قبل از معرفی ارز کاغذی ، از کیف های سکه ای (معمولاً کیف های چرمی با بند ساده) برای ذخیره سکه استفاده می شد . کیف های اولیه عمدتاً از چرم گاو یا اسب ساخته می شدند.

### قرن نوزدهم
در قرن نوزدهم کیف پول علاوه بر پول یا ارز برای حمل گوشت خشک شده، غذاهای مصرفی، گنجینه ها و چیزهایی که نباید افشا شود استفاده می‌شد. در قرن نوزدهم در آمریکا حمل کیف پول بر روی کمربند حرکتی نیمه متمدنانه تلقی می شد. در آن زمان ، حمل کالا یا پول در جیب غیر متمدنانه و غیر معمول تلقی می‌شد. 
در قرن نوزدهم در اسپانیا، کیف برای وسایل سیگار کشیدن مورد استفاده قرار گرفت به‌طوری که هر مرد یک تکه کاغذ سفید به همراه یک کیف پول چرمی کوچک که حاوی سنگ چخماق و فولاد حمل می کرد.